# Byun Byung-jun
Byun Byung-jun (변병준) est un dessinateur, scénariste et photographe sud-coréen né en 1972.

## Biographie
Il a fait ses débuts dans le manhwa en 1995.
Byun Byung-jun commence sa carrière en publiant des dessins humoristiques et des caricatures dans divers journaux coréens. Il travaille ensuite chez Doseo Chulpan Daewon avec des récits courts et lyriques.  En 2000, il publie le manhwa Princesse Anna dont les ventes lui permettent de partir étudier deux ans au Japon.
Selon lui, les manhwa mettent principalement l'accent sur l'intrigue, à l'opposé des mangas qui le mettent sur le graphisme.

## Récompenses
Byun Byung-jun a été couronné plusieurs fois :
- En 1995, prix d'excellence de la bande dessinée décerné par les éditions Doseo Chulpan Daewon.
- En 1997, prix d'encouragement de la meilleure caricature au festival international de la bande dessinée de Dong-a LG.
- En 1998, prix des jeunes auteurs d'albums de manhwa.
- En 2000, grand prix de la Bande dessinée d'Aujourd'hui du Ministère Coréen de la Culture et du Tourisme.
- En 2001, prix d'encouragement au concours des jeunes auteurs de bande dessinée, organisé par l'éditeur japonais, [Shôgakukan].
- En 2003 et 2006, il est l'invité au festival international de la bande dessinée d'Angoulême.

## Œuvres publiées
- 1998 : Premier amour, Daiwon C.I.
- 2000 : Princesse Anna, Daiwon C.I.
- 2003 : Cours, Bong-gu !, GCK Book, Kana, collection « Made in »
- 2006 : Mijeong, GCK Book, Kana, collection « Made in »
- 2009 : Première neige avec Éric Corbeyran, Kana, collection « Made in »